# Dasyhelea taiwana
Dasyhelea taiwana är en tvåvingeart som beskrevs av Tokunaga 1940. Dasyhelea taiwana ingår i släktet Dasyhelea och familjen svidknott.
Artens utbredningsområde är Taiwan. Inga underarter finns listade i Catalogue of Life.